# Brandon—Souris
Circonscription électorale fédérale du Canada
Brandon—Souris est une circonscription électorale fédérale canadienne dans la province du Manitoba. Elle comprend essentiellement le coin sud-ouest de la province.

## Géographie
La circonscription comprend les divisions de recensement du Manitoba No. 4, No. 5, No. 6 et No. 7, ainsi que les communautés de Albert, Argyle, Arthur, Boissevain, Brandon, Brenda, Cameron, Canupawakpa Dakota (en), Carberry, Cartwright (en), Cornwallis (en), Daly, Deloraine, Edward, Elkhorn, Elton (en), Glenboro, Glenwood, Hartney, Killarney-Turtle Mountain, Melita, Morton, North Cypress (en), Oak Lake, Oakland (en), Pipestone, Rivers, Riverside (en), Roblin, Sifton, Sioux Valley First Nation, Souris, South Cypress (en), Strathcona (en), Virden, Wallace, Waskada, Wawanesa, Whitehead, Whitewater, Winchester, Woodworth
Les circonscriptions limitrophes sont Mont-Riding, Portage—Lisgar au Manitoba et Souris—Moose Mountain en Saskatchewan.

## Historique
La circonscription de Brandon—Souris est créée en 1952 avec des parties de Brandon et de Souris.
Lors du redécoupage électoral de 2022-2023, la circonscription gagne au sud-est une partie de la circonscription de Portage—Lisgar et au nord deux petites parties issue de la Dauphin—Swan River—Neepawa renommée Mont-Riding, dont la réserve amérindienne de Sioux Valley First Nation. La population de la circonscription redécoupée est évaluée 93 930 habitants

## Députés
| Législature                               | Années        | Député          | Parti | Parti                     |
| ----------------------------------------- | ------------- | --------------- | ----- | ------------------------- |
| Brandon—Souris issue de Brandon et Souris |               |                 |       |                           |
| 22e                                       | 1953–1957     | Walter Dinsdale |       | Progressiste-conservateur |
| 23e                                       | 1957–1958     | Walter Dinsdale |       | Progressiste-conservateur |
| 24e                                       | 1958–1962     | Walter Dinsdale |       | Progressiste-conservateur |
| 25e                                       | 1962–1963     | Walter Dinsdale |       | Progressiste-conservateur |
| 26e                                       | 1963–1965     | Walter Dinsdale |       | Progressiste-conservateur |
| 27e                                       | 1965–1967     | Walter Dinsdale |       | Progressiste-conservateur |
| 28e                                       | 1968–1972     | Walter Dinsdale |       | Progressiste-conservateur |
| 29e                                       | 1972–1974     | Walter Dinsdale |       | Progressiste-conservateur |
| 30e                                       | 1974–1979     | Walter Dinsdale |       | Progressiste-conservateur |
| 31e                                       | 1979–1980     | Walter Dinsdale |       | Progressiste-conservateur |
| 32e                                       | 1980–1982     | Walter Dinsdale |       | Progressiste-conservateur |
| 32e                                       | 1983-1984     | Lee Clark       |       | Progressiste-conservateur |
| 33e                                       | 1984–1988     | Lee Clark       |       | Progressiste-conservateur |
| 34e                                       | 1988–1993     | Lee Clark       |       | Progressiste-conservateur |
| 35e                                       | 1993–1997     | Glen McKinnon   |       | Libéral                   |
| 36e                                       | 1997–2000     | Rick Borotsik   |       | Progressiste-conservateur |
| 37e                                       | 2000–2003     | Rick Borotsik   |       | Progressiste-conservateur |
| 37e                                       | 2003-2004     | Rick Borotsik   |       | Conservateur              |
| 38e                                       | 2004–2006     | Merv Tweed      |       | Conservateur              |
| 39e                                       | 2006–2008     | Merv Tweed      |       | Conservateur              |
| 40e                                       | 2008–2011     | Merv Tweed      |       | Conservateur              |
| 41e                                       | 2011–2013     | Merv Tweed      |       | Conservateur              |
| 41e                                       | 2013-2015     | Larry Maguire   |       | Conservateur              |
| 42e                                       | 2015–2019     | Larry Maguire   |       | Conservateur              |
| 43e                                       | 2019–2021     | Larry Maguire   |       | Conservateur              |
| 44e                                       | 2021–2025     | Larry Maguire   |       | Conservateur              |
| 45e                                       | 2025–en cours | Grant Jackson   |       | Conservateur              |

## Résultats électoraux
|       | Candidat       | Parti        | # de voix | % des voix |
|       | (x) Merv Tweed | Conservateur | +22 386,  | 63,73 %    |
|       | Wes Penner     | Libéral      | +01 882,  | 5,36 %     |
|       | John Bouché    | NPD          | +08 845,  | 25,18 %    |
|       | Dave Barnes    | Vert         | +02 012,  | 5,73 %     |
| Total | Total          | Total        | 35 125    | 100 %      |

|       | Candidat          | Parti        | # de voix | % des voix |
|       | Merv Tweed        | Conservateur | +19 557,  | 57,12 %    |
|       | Martha Jo Willard | Libéral      | +02 836,  | 8,28 %     |
|       | John Bouché       | NPD          | +06 024,  | 17,59 %    |
|       | Dave Barnes       | Vert         | +05 408,  | 15,79 %    |
|       | Lisa Gallagher    | Communiste   | +00124,   | 0,36 %     |
|       | Jerome Dondo      | Héritage     | +00292,   | 0,85 %     |
| Total | Total             | Total        | 34 241    | 100 %      |